# Charles Gendebien
Charles Albert Marie Georges Ghislain Gendebien (Parijs, 24 augustus 1916 - Sint-Lambrechts-Woluwe, 10 november 1984) was een Belgisch volksvertegenwoordiger, senator en burgemeester.

## Biografie
Baron Charles Gendebien was een zoon van baron Paul Gendebien (1884-1957), senator en burgemeester van Thuin, en Ghislaine Pirmez (1889-1966). Zijn grootvaders waren Léon Gendebien en baron Maurice Pirmez. Hij trouwde in 1939 in Schaarbeek met gravin Nicole de Borchgrave d'Altena (1919-1996), kleindochter van graaf Paul de Borchgrave d'Altena. Ze kregen drie kinderen.
Hij promoveerde tot doctor in de rechten en vestigde zich als advocaat in Thuin. Hij werd verkozen tot gemeenteraadslid van Thuin en was er burgemeester van 1947 tot 1953 en van 1965 tot 1970.
In 1951 werd hij PSC-volksvertegenwoordiger voor het arrondissement Thuin, in opvolging van de overleden Ernest Challe. Hij vervulde het mandaat tot in 1961. Van 1961 tot 1965 was hij senator voor het arrondissement Charleroi-Thuin en van 1965 tot 1968 was hij provinciaal senator voor Henegouwen.
Gendebien was ook secretaris-generaal van de Fédération Cynologique Internationale, de federatie van verenigingen voor rashonden en hij verplaatste de hoofdzetel van de vereniging van Brussel naar Thuin, waar het bestendig is gebleven.
Zijn oorlogsverleden is af te lezen uit de eretekens en erkenningen die hij kreeg: oorlogsvrijwilliger 40-45, politiek gevangene, Oorlogskruis, Kruis der Ontsnapten en medaille van de Weerstand. Hij werkte in 1941 mee aan een sectie van het Belgisch Legioen. Hij was onvoorzichtig door in april 1942 aan een paar rexisten te zeggen: "Jullie zijn maar moffen." Hij werd opgepakt en drie weken vastgehouden in de gevangenis van Charleroi. Toen hij vrij kwam nam hij de biezen en vertrok in juni via Spanje naar Engeland, waar hij in november aankwam. Hij werd opgenomen in de Brigade Piron.